# بيني بورغ
بيني بورغ (بالسويدية: Benny Borg)‏ هو كاتب أغاني ومغني وعازف قيثارة وملحن وممثل سويدي، ولد في 13 نوفمبر 1945 في غوتنبرغ في السويد. من الجوائز التي نالها جائزة هيرمان وايلدنفي للشعر ‏ سنة 2004.

## جوائز
- جائزة هيرمان وايلدنفي للشعر [الإنجليزية]‏ (2004)

## وصلات خارجية
- الموقع الرسمي
- بيني بورغ على موقع IMDb (الإنجليزية)
- بيني بورغ على موقع ميوزك برينز (الإنجليزية)
- بيني بورغ على موقع أول ميوزيك (الإنجليزية)
- بيني بورغ على موقع ديسكوغز (الإنجليزية)
- بيني بورغ على موقع ديسكوغز (الإنجليزية)
- بيني بورغ على موقع قاعدة بيانات الفيلم (الإنجليزية)